# أكاديمية شينينغ الدولية
أكاديمية شينينغ الدولية هي أكاديمية دولية خاصة تقع في شينينغ، الصين..

## الروابط الخارجية
1. ↑  "About XIA Contact Us نسخة محفوظة 11 ديسمبر 2015 على موقع واي باك مشين." (). Xining International Academy. "XIA is located at: Third Floor, #4 Middle School Tian Jin Road 69 Xining, Qinghai P.R. China 中国 青海省西宁市 天津路69 西宁第四高级中学三楼 " [وصلة مكسورة] "نسخة مؤرشفة". مؤرشف من الأصل في 2017-06-23. اطلع عليه بتاريخ 2015-12-10.
2. ↑  "About XIA Our History نسخة محفوظة 11 ديسمبر 2015 على موقع واي باك مشين." (). Xining International Academy. "نسخة مؤرشفة". مؤرشف من الأصل في 2016-05-30. اطلع عليه بتاريخ 2015-12-10.

- Xining International Academy